# Yoo Byung-ok
Yoo Byung-ok (* 2. März 1964) ist ein ehemaliger südkoreanischer Fußballspieler und -trainer.

## Karriere

### Spieler

#### Verein
Nach seiner Zeit in der Mannschaft der Hanyang University wechselte er zur Saison 1987 zu den POSCO Atoms, wo er bis zum Ende der Saison 1991 verblieb. Anschließend wechselte er weiter zu den LG Cheetahs, wo er dann nach der Spielzeit 1995 seine Karriere auch beendete.

#### Nationalmannschaft
Sein erstes bekanntes Spiel für die südkoreanische Nationalmannschaft war im Jahr 1984, als er auch schon bei der Asienmeisterschaft dabei war. Danach wurde er für den Kader bei der Weltmeisterschaft 1986 nominiert. Hier war dann bei der 1:3-Niederlage gegen Argentinien in der Gruppenphase sein letzter Einsatz für die Mannschaft.

### Trainer
Ab 1997 trainierte er bis 2015 mehrere Schulmannschaften, darunter von 2006 bis 2008 die der Masan Technical High School. In der Saison 2017 war er dann nochmal Co-Trainer beim Gyeongnam FC.